# Collegio di South Norfolk
South Norfolk è un collegio elettorale situato nel Norfolk, nell'Est dell'Inghilterra, e rappresentato alla Camera dei comuni del Parlamento del Regno Unito. Elegge un membro del parlamento con il sistema first-past-the-post, ossia maggioritario a turno unico; l'attuale parlamentare è Ben Goldsborough del Partito Laburista, che rappresenta il collegio dal 2024.

## Estensione

South Norfolk dal 2010 al 2024

Il Reform Act 1832 divise per la prima volta in due lo storico collegio di Norfolk, separando l'East Norfolk dal West Norfolk.
- 1918-1950: il distretto urbano di Diss, i distretti rurali di Depwade, Forehoe, Henstead e Wayland, e parte del distretto rurale di Thetford.
- 1950-1974: il Municipal Borough di Thetford, i distretti urbani di Diss e Wymondham, e i distretti rurali di Depwade, Loddon e Wayland.
- 1974-1983: il Municipal Borough di Thetford, i distretti urbani di Diss e Wymondham, e i distretti rurali di Depwade, Forehoe and Henstead, Loddon e Wayland.
- 1983-1997: un'ulteriore riduzione dell'area rese il seggio coincidente con l'intero distretto del South Norfolk. La parte restante del collegio così come esistente dal 1974 venne trasferita al nuovo collegio di South West Norfolk.
- 1997-2010: l'incremento della popolazione portò il collegio a ridursi in termini di area. Comprendeva in questo periodo il distretto di South Norfolk, ad eccezione dei ward di Cringleford and Colney, e New Costessey (che furono spostati nel collegio di Norwich South).
- 2010-2024: la Boundary Commission for England rimosse otto ward dal collegio. Il seggio è composto dai seguenti ward: Beck Vale, Bressingham and Burston, Brooke, Bunwell, Chedgrave and Thurton, Cringleford, Dickleburgh, Diss, Ditchingham and Broome, Earsham, Easton, Forncett, Gillingham, Harleston, Hempnall, Hethersett, Loddon, Mulbarton, Newton Flotman, Old Costessey, Poringland with the Framinghams, Rockland, Roydon, Scole, Stoke Holy Cross, Stratton, Tasburgh e Thurlton.[1]
- dal 2024: i ward del distretto di South Norfolk di Brooke; Central Wymondham; Cringleford; Easton; Forncett; Hempnall; Hethersett; Loddon & Chedgrave; Mulbarton and Stoke Holy Cross; Newton Flotman; North Wymondham; Old Costessey; Poringland, Framinghams and Trowse; Rockland; South Wymondham; Stratton e Thurlton.[2]

## Membri del parlamento
| Elezione | Primo deputato                  | Primo deputato                  | Primo partito                   | Secondo deputato                | Secondo deputato                | Secondo partito                 |
| -------- | ------------------------------- | ------------------------------- | ------------------------------- | ------------------------------- | ------------------------------- | ------------------------------- |
| 1868     |                                 | Clare Sewell Read               | Conservatore                    |                                 | Edward Howes                    | Conservatore                    |
| 1871 (S) | Sir Robert Buxton               | Clare Sewell Read               | Conservatore                    |                                 |                                 | Conservatore                    |
| 1880     | Sir Robert Buxton               |                                 | Robert Gurdon                   | Liberale                        |                                 | Conservatore                    |
| 1885     | Il collegio diviene uninominale | Il collegio diviene uninominale | Il collegio diviene uninominale | Il collegio diviene uninominale | Il collegio diviene uninominale | Il collegio diviene uninominale |

| Elezione | Elezione             | Deputato           | Partito            |
| -------- | -------------------- | ------------------ | ------------------ |
|          | 1885                 | Francis Taylor     | Liberale           |
|          | 1886                 | Francis Taylor     | Liberale Unionista |
|          | 1898 (S)             | Arthur Soames      | Liberale           |
| 1918     | William Cozens-Hardy |                    | Liberale           |
|          | 1920 (S)             | George Edwards     | Laburista          |
|          | 1922                 | Thomas Hay         | Conservatore       |
|          | 1923                 | George Edwards     | Laburista          |
|          | 1924                 | James Christie     | Conservatore       |
|          | 1945                 | Christopher Mayhew | Laburista          |
|          | 1950                 | Peter Baker        | Conservatore       |
| 1955 (S) | John Hill            |                    | Conservatore       |
| Feb 1974 | John MacGregor       |                    | Conservatore       |
| 2001     | Richard Bacon        |                    | Conservatore       |
|          | 2024                 | Ben Goldsborough   | Laburista          |

## Elezioni

### Elezioni negli anni 2020
| Partito                    | Partito                                           | Candidato                  | Risultati 4 luglio 2024 | Risultati 4 luglio 2024 |
| Partito                    | Partito                                           | Candidato                  | Voti                    | %                       |
| -------------------------- | ------------------------------------------------- | -------------------------- | ----------------------- | ----------------------- |
|                            | Laburista                                         | Ben Goldsborough           | 17 353                  | 35,00                   |
|                            | Conservatore                                      | Poppy Simister-Thomas      | 14 527                  | 29,30                   |
|                            | Reform UK                                         | Chris Harrison             | 7 583                   | 15,29                   |
|                            | Lib Dem                                           | Christopher Brown          | 5 746                   | 11,59                   |
|                            | Verdi                                             | Catherine Rowett           | 3 987                   | 8,04                    |
|                            | Indipendente                                      | Paco Davila                | 254                     | 0,51                    |
|                            | Social Democratico                                | Jason Maguire              | 129                     | 0,26                    |
|                            |                                                   |                            |                         |                         |
| Iscritti                   | Iscritti                                          | Iscritti                   | 74 135                  | 100,00                  |
| ↳ Votanti (% su iscritti)  | ↳ Votanti (% su iscritti)                         | ↳ Votanti (% su iscritti)  | 49 579                  | 66,88                   |
| ↳ Astenuti (% su iscritti) | ↳ Astenuti (% su iscritti)                        | ↳ Astenuti (% su iscritti) | 24 556                  | 33,12                   |
|                            |                                                   |                            |                         |                         |
|                            | Esito: collegio passa da Conservatore a Laburista |                            |                         |                         |

### Elezioni negli anni 2010
| Partito                    | Partito                                   | Candidato                  | Risultati 12 dicembre 2019 | Risultati 12 dicembre 2019 |
| Partito                    | Partito                                   | Candidato                  | Voti                       | %                          |
| -------------------------- | ----------------------------------------- | -------------------------- | -------------------------- | -------------------------- |
|                            | Conservatore                              | Richard Bacon              | 36 258                     | 58,03                      |
|                            | Laburista                                 | Beth Jones                 | 14 983                     | 23,98                      |
|                            | Lib Dem                                   | Christopher Brown          | 8 744                      | 13,99                      |
|                            | Verdi                                     | Ben Price                  | 2 499                      | 4,00                       |
|                            |                                           |                            |                            |                            |
| Iscritti                   | Iscritti                                  | Iscritti                   | 86 214                     | 100,00                     |
| ↳ Votanti (% su iscritti)  | ↳ Votanti (% su iscritti)                 | ↳ Votanti (% su iscritti)  | 62 484                     | 72,48                      |
| ↳ Astenuti (% su iscritti) | ↳ Astenuti (% su iscritti)                | ↳ Astenuti (% su iscritti) | 23 730                     | 27,52                      |
|                            |                                           |                            |                            |                            |
|                            | Esito: collegio confermato a Conservatore |                            |                            |                            |

| Partito                    | Partito                                   | Candidato                  | Risultati 8 giugno 2017 | Risultati 8 giugno 2017 |
| Partito                    | Partito                                   | Candidato                  | Voti                    | %                       |
| -------------------------- | ----------------------------------------- | -------------------------- | ----------------------- | ----------------------- |
|                            | Conservatore                              | Richard Bacon              | 35 580                  | 58,22                   |
|                            | Laburista                                 | Danielle Glavin            | 18 902                  | 30,93                   |
|                            | Lib Dem                                   | Christopher Brown          | 5 074                   | 8,30                    |
|                            | Verdi                                     | Catherine Rowett           | 1 555                   | 2,54                    |
|                            |                                           |                            |                         |                         |
| Iscritti                   | Iscritti                                  | Iscritti                   | 83 031                  | 100,00                  |
| ↳ Votanti (% su iscritti)  | ↳ Votanti (% su iscritti)                 | ↳ Votanti (% su iscritti)  | 61 111                  | 73,60                   |
| ↳ Astenuti (% su iscritti) | ↳ Astenuti (% su iscritti)                | ↳ Astenuti (% su iscritti) | 21 920                  | 26,40                   |
|                            |                                           |                            |                         |                         |
|                            | Esito: collegio confermato a Conservatore |                            |                         |                         |

| Partito                    | Partito                                   | Candidato                  | Risultati 7 maggio 2015 | Risultati 7 maggio 2015 |
| Partito                    | Partito                                   | Candidato                  | Voti                    | %                       |
| -------------------------- | ----------------------------------------- | -------------------------- | ----------------------- | ----------------------- |
|                            | Conservatore                              | Richard Bacon              | 30 995                  | 54,26                   |
|                            | Laburista                                 | Deborah Sacks              | 10 502                  | 18,38                   |
|                            | UKIP                                      | Barry Cameron              | 7 847                   | 13,74                   |
|                            | Lib Dem                                   | Jacky Howe                 | 4 689                   | 8,21                    |
|                            | Verdi                                     | Catherine Rowett           | 3 090                   | 5,41                    |
|                            |                                           |                            |                         |                         |
| Iscritti                   | Iscritti                                  | Iscritti                   | 78 899                  | 100,00                  |
| ↳ Votanti (% su iscritti)  | ↳ Votanti (% su iscritti)                 | ↳ Votanti (% su iscritti)  | 57 123                  | 72,40                   |
| ↳ Astenuti (% su iscritti) | ↳ Astenuti (% su iscritti)                | ↳ Astenuti (% su iscritti) | 21 776                  | 27,60                   |
|                            |                                           |                            |                         |                         |
|                            | Esito: collegio confermato a Conservatore |                            |                         |                         |

| Partito                    | Partito                                   | Candidato                  | Risultati 6 maggio 2010 | Risultati 6 maggio 2010 |
| Partito                    | Partito                                   | Candidato                  | Voti                    | %                       |
| -------------------------- | ----------------------------------------- | -------------------------- | ----------------------- | ----------------------- |
|                            | Conservatore                              | Richard Bacon              | 27 133                  | 49,34                   |
|                            | Lib Dem                                   | Jacky Howe                 | 16 193                  | 29,45                   |
|                            | Laburista                                 | Mick Castle                | 7 252                   | 13,19                   |
|                            | UKIP                                      | Evan Heasley               | 2 329                   | 4,24                    |
|                            | BNP                                       | Helen Mitchell             | 1 086                   | 1,97                    |
|                            | Verdi                                     | Jo Willcott                | 1 000                   | 1,82                    |
|                            |                                           |                            |                         |                         |
| Iscritti                   | Iscritti                                  | Iscritti                   | 76 167                  | 100,00                  |
| ↳ Votanti (% su iscritti)  | ↳ Votanti (% su iscritti)                 | ↳ Votanti (% su iscritti)  | 54 993                  | 72,20                   |
| ↳ Astenuti (% su iscritti) | ↳ Astenuti (% su iscritti)                | ↳ Astenuti (% su iscritti) | 21 174                  | 27,80                   |
|                            |                                           |                            |                         |                         |
|                            | Esito: collegio confermato a Conservatore |                            |                         |                         |

### Elezioni negli anni 2000
| Partito                    | Partito                                   | Candidato                  | Risultati 5 maggio 2005 | Risultati 5 maggio 2005 |
| Partito                    | Partito                                   | Candidato                  | Voti                    | %                       |
| -------------------------- | ----------------------------------------- | -------------------------- | ----------------------- | ----------------------- |
|                            | Conservatore                              | Richard Bacon              | 26 399                  | 44,76                   |
|                            | Lib Dem                                   | Ian Mack                   | 17 617                  | 29,87                   |
|                            | Laburista                                 | John Morgan                | 13 262                  | 22,49                   |
|                            | UKIP                                      | Philip Tye                 | 1 696                   | 2,88                    |
|                            |                                           |                            |                         |                         |
| Iscritti                   | Iscritti                                  | Iscritti                   | 85 842                  | 100,00                  |
| ↳ Votanti (% su iscritti)  | ↳ Votanti (% su iscritti)                 | ↳ Votanti (% su iscritti)  | 58 974                  | 68,70                   |
| ↳ Astenuti (% su iscritti) | ↳ Astenuti (% su iscritti)                | ↳ Astenuti (% su iscritti) | 26 868                  | 31,30                   |
|                            |                                           |                            |                         |                         |
|                            | Esito: collegio confermato a Conservatore |                            |                         |                         |

| Partito                    | Partito                                   | Candidato                  | Risultati 7 giugno 2001 | Risultati 7 giugno 2001 |
| Partito                    | Partito                                   | Candidato                  | Voti                    | %                       |
| -------------------------- | ----------------------------------------- | -------------------------- | ----------------------- | ----------------------- |
|                            | Conservatore                              | Richard Bacon              | 23 589                  | 42,18                   |
|                            | Lib Dem                                   | Anne Lee                   | 16 696                  | 29,85                   |
|                            | Laburista                                 | Mark Wells                 | 13 719                  | 24,53                   |
|                            | Verdi                                     | Stephanie Ross-Wagenknect  | 1 069                   | 1,91                    |
|                            | UKIP                                      | Joe Neal                   | 856                     | 1,53                    |
|                            |                                           |                            |                         |                         |
| Iscritti                   | Iscritti                                  | Iscritti                   | 82 735                  | 100,00                  |
| ↳ Votanti (% su iscritti)  | ↳ Votanti (% su iscritti)                 | ↳ Votanti (% su iscritti)  | 55 929                  | 67,60                   |
| ↳ Astenuti (% su iscritti) | ↳ Astenuti (% su iscritti)                | ↳ Astenuti (% su iscritti) | 26 806                  | 32,40                   |
|                            |                                           |                            |                         |                         |
|                            | Esito: collegio confermato a Conservatore |                            |                         |                         |

## Risultati dei referendum

### Referendum sulla permanenza del Regno Unito nell'Unione europea del 2016
|             | Collegio      | Lasciare UE % | Rimanere in UE % |
| ----------- | ------------- | ------------- | ---------------- |
|             | South Norfolk | 51,1%         | 48,9%            |
| Inghilterra | 53,3%         | 46,7%         |                  |
| Regno Unito | 51,9%         | 48,1%         |                  |